# York Ritus
De York Ritus (Y.R.), ook wel Amerikaanse Ritus genoemd, is een van de twee veelgebruikte vrijmetselaarsriten in de hogere gradenvrijmetselarij.

## Structuur
De York Ritus is een verzameling van tien, verschillende en op zichzelf bestaande, hogere gradenstelsels en vrijmetselaarsriten in één en hetzelfde hiërarchisch ritenverband. Deze ritus komt als dusdanig enkel in de Verenigde Staten voor. Buiten de Verenigde Staten worden deze drie hogere gradenstelsels en riten afzonderlijk beoefend, en niet binnen één hiërarchisch ritenverband. Soms worden ze als afzonderlijke en alleenstaande graad verleend.
De York Ritus kan opgedeeld worden in primaire hogere graden- en ritenstelsels en secundaire hogere graden- en ritenstelsels. De eerste categorie maakt het wezen uit van de York Ritus en is noodzakelijk om te kunnen spreken van inwijding in deze ritus. De tweede categorie behoort niet tot het wezen van de York Ritus en is niet noodzakelijk om te kunnen spreken van inwijding.
- Het primaire hogere graden- en ritenstelsel kent drie verschillende stelsels, namelijk:
  - de Kapittelgraden (4 hogere graden + 1 stoelgraad),
  - de Cryptische Graden (3 hogere graden + 1 stoelgraad)
  - de Ridderlijke Orden (3 hogere graden + 2 stoelgraden).

- Het secundaire hogere graden- en ritenstelsel kent zeven verschillende stelsels. Drie van deze stelsels staan open voor een beperkt aantal leden terwijl vier stelsels openstaan voor een onbeperkt aantal leden. Dit zijn:
  - gradenstelsels die openstaan voor een beperkt aantal leden:
    - het Soeverein College van de Ritus van York (1 hogere graad + 1 eregraad),
    - de Orde van Ridder Vrijmetselaars (3 hogere graden + 1 stoelgraad),
    - de Ridders van het Erekruis van York (1 hogere graad + 1 eregraad),
    - de Herdenkingsorde van Sint-Thomas van Acon (1 hogere graad),

  - gradenstelsels die openstaan voor een onbeperkt aantal leden:
    - de Geallieerde Vrijmetselaarsgraden (11 hogere graden + 1 eregraad + 4 stoelgraden),
    - het Rode Kruis van Constantinus en Bijgevoegde Orden (3 hogere graden + 2 stoelgraden),
    - de Orde van Heilig Koninklijk Gewelf Tempelridder Priesters (1 hogere graad).

Een eregraad is een graad die slechts uitzonderlijk wordt toegekend, wegens bijzondere verdienste tegenover de grootmacht. Een stoelgraad is een graad die slechts door een voorzitter of voormalig voorzitter van een werkplaats kan worden verworven.
Elke gradenstelsel kent zijn eigen onafhankelijke en soevereine grootmacht die de lokale werkplaatsen overkoepelt. De benamingen hiervan verschillen sterk. In tegenstelling tot de symbolische gradenvrijmetselarij zijn er in de hogere gradenvrijmetselarij grootmachten die een universele jurisdictie hebben die zich uitstrekt over het ganse aardoppervlak én grootmachten die slechts een particuliere jurisdictie hebben, over een begrensd territorium.

## Primaire gradenstelsels
Er zijn drie primaire hogere gradenstelsels, verleend door drie afzonderlijke grootmachten, die samen het wezen van de York Ritus uitmaken. Een meestervrijmetselaar moet niet uitgenodigd worden tot deze gradenstelsels, maar kan zichzelf uit eigen beweging aanmelden. Men begint steeds met de kapittelgraden, die voorwaarde zijn om toegelaten te worden tot de cryptische graden en de ridderlijke orden. Men kan echter toegelaten worden tot de ridderlijke orden zonder de cryptische graden te hebben ontvangen.

### De Kapittelgraden (Capitular Degrees)
Deze ritus werd in 1797 in zijn huidige vorm vastgesteld in Boston, Massachusetts. Hij gaat terug op praktijken van de Engelse Antients die deze ritus als een tussengraad tussen gezel en meester kenden omtrent 1750.
De rituele achtergrond van dit hogere gradenstelsel is het oudtestamentische gegeven van de herbouw van de Tempel van Salomo. Het rituaal moet tot een dieper inzicht in de aard van het opperwezen leiden.
Deze vrijmetselaarsritus wordt ook wel de Orde van vrijmetselaren van het Heilig Koninklijk Gewelf genoemd, naar zijn laatste graad, en is op zichzelf wereldwijd de meest verspreide hogere gradenritus. Hij wordt niet overal identiek toegepast en er zijn dan ook regionale verschillen. Voorwaarde tot toetreding is het bezitten van de meestergraad. De enkele grootmachten worden algemeen grootkapittel (general grand chapter) genoemd, de provincies grootkapittel (grand chapter), terwijl een plaatselijke werkplaats kapittel (chapter) wordt genoemd. De voorzitter van de werkplaats wordt hoge priester (high priest) genoemd.
Deze ritus kent vier hogere graden en één stoelgraad, voorbehouden aan voorzitters en oud-voorzitters:
- 1e graad : Merkmeestersgraad (Mark Master Degree)
- 2e graad : Oudmeestergraad (Past Master Degree)
- 3e graad : Meest Excellente Meestergraad (Most Excellent Master Degree)
- 4e graad : Graad van het Koninklijk Gewelf (Royal Arch Degree)

- Stoelgraad : Orde van Hogepriesterschap (Order of High Priesthood)

De Amerikaanse grootmacht, de General Grand Chapter of Royal Arch Masons International, is wereldwijd de grootste, en overkoepelt zowat de helft van alle grootkapittels. In Nederland en België zijn er ook grootkapittels actief, namelijk het Grootkapittel der Nederlanden (1948) en het Grootkapittel van België (1966). Deze laatste werken echter slechts in één hogere graad, Ridder van het Heilig Koninklijk Gewelf.

### De Cryptische Graden (Cryptic Degrees)
De cryptische graden zijn afgeleid van het Griekse woord voor verborgen of geheim en verwijst naar een ondergrondse afgesloten ruimte, kluis of grot onder de Tempel van Salomo waar geheimen werden bewaard. De Amerikaanse vrijmetselaar Rob Morris heeft voor het eerst de benaming voor deze graden gebruikt in het begin van de negentiende eeuw.
Voorwaarde tot toetreding is het bezitten van de meestergraad en de kapittelgraden. Een grootmacht wordt grote raad van uitverkoren meesters (grand council) genoemd, terwijl een plaatselijke werkplaats raad van uitverkoren meesters (select masters council) wordt genoemd. De voorzitter van de werkplaats wordt uitverkoren meester (select master) genoemd.
Deze ritus kent drie hogere graden en één stoelgraad, voorbehouden aan voorzitters en oud-voorzitters:
- 1e graad : Koninklijke Meestergraad (Royal Master Degree)
- 2e graad : Uitverkoren Meestergraad (Select Master Degree)
- 3e graad : Super Excellent Meestergraad (Super Excellent Master Degree)

- Stoelgraad : Drievoudig Illustere Meestergraad (Trice Illustrious Master Degree)

### De Ridderlijke Orden (Chivalric Orders)
De ridderlijke orden putten uit de middeleeuwse riddersymboliek en verwijzen veelvuldig naar de kruistochten om het Heilige Land te gaan bevrijden van de ongelovigen.
Voorwaarde tot toetreding tot het hogere gradenstelsel van de ridderlijke orden is het bezitten van de meestergraad, de kapittelgraden en het belijdend christen zijn. De enige grootmacht in de wereld wordt groot kampement van de tempelridders (grand encampment of knight templars) genoemd, terwijl de afzonderlijke provincies grootcommanderij van de tempelridders wordt genoemd. De plaatselijke werkplaatsen van de verschillende provincies worden commanderij ofwel preceptorij van de tempelridders (commandery or preceptory of knight templars) wordt genoemd. De voorzitter van de werkplaats wordt eminent commandeur (eminent commandcder) genoemd.
Deze ritus kent drie hogere graden en twee stoelgraden, voorbehouden aan voorzitters en oud-voorzitters:
- 1e graad : Illustere Orde van het Rode Kruis (Illustrious Order of the Red Cross)
- 2e graad : Orde van Malta (Order of Malta)
- 3e graad : Orde van de Tempel (Order of the Temple)

- Stoelgraad : Ridder Kruisvader van het Kruis (Knight Crusader of the Cross)
- Stoelgraad : Soevereine Orde van Ridders Preceptoren (Sovereign Order of Knights Preceptor)

## Secundaire gradenstelsels zonder ledenbeperking
Er zijn vier secundaire hogere gradenstelsels die geen beperking van het aantal leden kennen.

### Soeverein College van de York Ritus (York Rite Sovereign College)
VW : Meestergraad + Kapittelgraden + Cryptische Graden + Riddelrijke Ordes
Werkplaats : College of College
Voorzitter : Preeminent Gouverneur of Preeminent Governor
- Enige graad : Orde van Ridder van York (Order of Knight of York)

- Eregraad : Orde van het Purperen Kruis van York (Order of the Purple Cross of York)

### Orde van Ridder Vrijmetselaars (Order of Knight Masons)
Werkplaats ; Raad of Council
Voorzitter : Excellente Chef of Excellent Chief
- 1e graad : Ridder van het Zwaard (Knight of the Sword)
- 2e graad : Ridder van het Oosten (Knight of the East)
- 3e graad : Ridder van het Oosten en Westen (Knight of the East and West)
- Stoelgraad : Geïnstalleerde Chef (Installed Chief)

### Ridders van het Erekruis van York (Knights of the York Cross of Honour) (KYCH)
Werkplaats : Priorij of Priory
Voorzitter : Eminente Prior of Eminent Prior
- Enige graad : Ridder van het Erekruis van York (Knight of the York Cross of Honour)

- Eregraad : Ridder van het Groot Erekruis (Knight of the York Grand Cross of Honour)

### Herdenkingsorde van Sint-Thomas van Acon (Commemorative Order of St. Thomas of Acon)
Werkplaats : Kapel of Chapel
Voorzitter : Eerwaarde Meester of Worthy Master
- Enige graad : Herdenkingsorde van Sint-Thomas van Acon (Commemorative Order of St. Thomas of Acon)

## Secundaire gradenstelsels met ledenbeperking
Er zijn drie secundaire hogere gradenstelsels die geen beperking van het aantal leden kennen.

### Geallieerde Vrijmetselaarsgraden (Allied Masonic Degrees) (AMD)
Werkplaats : Raad of Council
Voorzitter : Achtenswaardige Soevereine Meester of Venerable Sovereign Master
- 1e graad : Orde van Sint-Laurens de martelaar (Order of Saint-Lawrence the Martyr) (OStLM)
- 2e graad : Ridder van Constantinopel (Knight of Constantinople)
- 3e graad : Grote Dakdekker van Salomo (Grand Tiler of Solomon)
- 4e graad : Excellente Meester (Excellent Master)
- 5e graad : Meester van Tyrus (Master of Tyre)
- 6e graad : Architect (Architect)
- 7e graad : Grote Architect (Grand Architect)
- 8e graad : Superintendent (Superintendent)
- 9e graad : Ye Antient Order of the Corks
- 10e graad : Royal Ark Mariner (RAM)
- 11e graad : Orde van de Geheime Opziener (Order of the Secret Monitor) (OSM)

- Eregraad : Rode Tak van de Orde van Eri en Bijgevoegde Orden (Red Branch of Eri and Appendant Orders)
- Stoelgraad : Geïnstalleerde Soevereine Meester (Installed Sovereign Master) (AMD)
- Stoelgraad : Geïnstalleerde Meester (Installed Master) (OStLM)
- Stoelgraad : Geïnstalleerde Commandeur Noach (Installed Commander Noah) (RAM)
- Stoelgraad : Geïnstalleerde Opperste Heerser (Installed Supreme Ruler) (OSM)

### Rode Kruis van Constantinus en Bijgevoegde Orden (Red Cross of Constantine and Appendant Orders) (RCC)
VW : Meestergraad + Kapittelgraden + Christen zijn + Geloven in de Drie-eenheid van God
Werkplaats : Conclaaf of Conclave
Voorzitter : Machtige Soeverein of Puissant Souvereign
- 1e graad : Ridder van het Rode Kruis van Constantinus (Knight of the Red Cross of Constantine)
- 2e graad : Ridder van het Heilig Graf (Knight of the Holy Sepulchre)
- 3e graad : Ridder van Sint-Johannes de Evangelist (Knight of Saint-John the Evangelist)

- Stoelgraad : Geïnstalleerde Onderkoning (Installed Viceroy)
- Stoelgraad : Geïnstalleerde Soeverein (Installed Sovereign)

### Orde van Heilig Koninklijk Gewelf Tempelridder Priesters (Order of Holy Royal Arch Knight Templar Priests) (HRAKTP)
Werkplaats : Tabernakel of Tabernacle
Voorzitter : Eminent Preceptor of Eminent Preceptor
- Enige graad : Heilig Koninklijk Gewelf Tempelridder Priester (Holy Royal Arch Knight Templar Priest)